# Петроний (центурион)
Петроний (на латински: Petronius) в Евангелието на Свети Петър е центурион, който е изпратен от Пилат Понтийски като гвардеец на гроба на Исус Христос.